# Macrovipera
Macrovipera – rodzaj jadowitych węży z podrodziny żmij (Viperinae) w rodzinie żmijowatych (Viperidae).

## Zasięg występowania
Rodzaj obejmuje gatunki występujące w Europie (Grecja), Afryce (Tunezja i Algieria) i Azji (Cypr, Rosja, Gruzja, Armenia, Azerbejdżan, Turcja, Syria, Liban, Jordania, Irak, Iran, Turkmenistan, Uzbekistan, Kazachstan, Kirgistan, Tadżykistan, Afganistan, Pakistan i Indie).

## Systematyka

### Etymologia
Macrovipera: gr. μακρος makros „długi”; łac. vipera „żmija”, od vivus „żywy”; pario „urodzić”.

### Podział systematyczny
Do rodzaju należą następujące gatunki: 
- Macrovipera lebetinus (Linnaeus, 1758) – żmija lewantyńska[7]
- Macrovipera razii Oraie, Rastegar-Pouyani, Khosravani, Moradi, Akbari, Sehhatisabet, Shafiei, Stümpel & Joger, 2018

Niektórzy autorzy wyróżniają też trzeci gatunek – Macrovipera schweizeri, przez innych klasyfikowany jako podgatunek Macrovipera lebetinus.